# Karmelitinnenkloster Briis-sous-Forges
Das Karmelitinnenkloster Briis-sous-Forges (auch: Carmel de Frileuse) ist ein Kloster der Karmelitinnen in Briis-sous-Forges, Département Essonne, im Bistum Évry-Corbeil-Essonnes in Frankreich.

## Geschichte
Das Karmelitinnenkloster Nogent-sur-Marne gründete 1937 aus schierer Überfüllung einen Karmel im Schloss Solitude in Le Plessis-Robinson (westlich der Rue Paul Rivet, heute Ruine). Von 1953 bis 1957 wechselte der Konvent in das Schloss Frileuse in Briis-sous-Forges, wo 1982 eine Kapelle eingeweiht werden konnte. Um das demolierte Schloss herum wurden Wohnpavillons gebaut und eine Druckerei eingerichtet. Das Kloster befindet sich östlich von Limours zwischen Briis-sous-Forges und Gometz-la-Ville im Weiler Frileuse an der Route du Carmel Nr. 2. Es steht unter dem Patrozinium von Maria Mittlerin aller Gnaden und Papst Pius XII. Der Konvent zählt rund 15 Ordensfrauen.